# Staufenberg (Dolna Saksonia)
Staufenberg – gmina samodzielna (niem. Einheitsgemeinde) w Niemczech, w kraju związkowym Dolna Saksonia, w powiecie Getynga. Najbardziej na południe położona gmina kraju związkowego.